# Hollywood (Michael Bublé)
Hollywood (originariamente intitolata Hollywood is Dead) è un brano musicale di Michael Bublé, coautore del pezzo insieme al cantautore e pianista Robert G. Scott. È il quinto singolo estratto dall'album Crazy Love, e anche il primo tratto dalla sua ristampa, annunciata entro il 25 ottobre 2010. È uscito per il mercato mondiale il 7 settembre 2010, ricevendo 46 000 download digitali nella sua prima settimana e debuttando alla cinquantacinquesima posizione della Billboard Hot 100.

## Il video
Il video musicale prodotto per Hollywood è stato presentato il 27 settembre 2010 ed è stato diretto da Rich Lee. Nel video, Bublé fa la parodia di alcune celebrità fra cui Justin Bieber, che nel sito ufficiale di Bublé è descritta come "affettuoso tributo" al connazionale canadese.

## Tracce
Download digitale
1. Hollywood - 4:13

CD Singolo
1. Hollywood - 4:13
2. Mack the Knife - 3:20

Promo CD
1. Hollywood (Radio Edit) - 3:34
2. Hollywood (Album Version) - 4:18

## Classifiche
| Classifica (2010)               | Posizione più alta |
| ------------------------------- | ------------------ |
| Canada                          | 17                 |
| Europa                          | 33                 |
| Irlanda                         | 2                  |
| Italia                          | 16                 |
| Regno Unito                     | 17                 |
| Scozia                          | 19                 |
| Slovacchia                      | 30                 |
| Ungheria                        | 17                 |
| US Billboard Adult Contemporary | 10                 |
| US Billboard Hot 100            | 55                 |